# Маматова, Руяб
Руяб Маматова — советский хозяйственный и политический деятель.

## Биография
Родилась в 1939 году в Самаркандской области Узбекской ССР. Член КПСС.
Окончила Ташкентский сельскохозяйственный институт.
В 1953—1991 гг. — колхозница, инженер, бригадир хлопководческой бригады совхоза имени Абая Мирзачульского района Джизакской области Узбекской ССР.
Избиралась депутатом Верховного Совета СССР 10-го созыва. Делегат XIX партконференции КПСС.
Жила в Узбекистане.

## Награды
- Орден Ленина[1]
- Орден Трудового Красного Знамени[1]
- Орден Дружбы народов (1986)